# Юба I
Юба I (близько 85 до н. е. — 46 до н. е.) — цар Нумідії з 60 до 46 року до н. е., союзник Гнея Помпея Великого.

## Життєпис
Походив з династії Масинісси. Син Гіємпсала II, царя Нумідії. Про місце народження Юби невідомо з огляду на те, що у 87 році до н. е. Гіємпсал вимушений був тікати до Риму — владу у царстві заходив Іарб. У 81 році Гіємпсалу допоміг повернути трон Гней Помпей Великий. Малолітній Юба напевне вперше перебирається до Нумідії.
З цього моменту Гіємпсал та Юба підтримували Помея і його прихильників, чим забезпечували своє царство від зазіхань. У 64 р до н. е. Юба за доручення батька відвідав Рим, де на той час розглядався проект аграрного закону Сервілія Рулла. Підкуп з боку Юби, промови Цицерона та підтримка Помпея зробили свою справу і закон не прийняли. Проте це призвело до конфлікту з Гаєм Юлієм Цезарем, прихильником закону.
У 62 році до н. е. Цезар як претор захищав багатого нумідійця Масінту, якому було висунуто звинувачення Юбою. Цезар навіть особисто образив Юбу. Це ще більше підштовхнуло Юбу підтримувати Помпея.
У 60 році до н. е., після смерті батька, він успадкував трон Нумідії. Про діяльність Юби I до початку громадянської війни у Римі між помпеянцями та цезаріанцями немає жодних відомостей.
У 49 році до н. е. прийняв бік Помпея у війні проти Цезаря. Він підтримав Публія Аттія Вара, який відступив з Сицилії до Африки. Завдячуючи діям Юби армія помпеянців перемогла у битві при річці Баград цезаріанського військовика Гнея Скрибонія Куріона.
Поєднавшись з іншими помпеянцями Юба I став накопичувати сили для подальшої боротьби. У 46 році до н. е., після прибуття Цезаря до Африки, Юба мав амбіцію стати співголовою військ у війні з Цезарем, єдиним командувачем став Квінт Цецилій Метелл Пій Сципіон Назіка. Натомість за свою допомогу отримав обіцянку після перемоги над Цезарем розширити володіння Нумідії. Приєднатися зі своєю армією до основних сил римлян Юбі завадив Бокх II, цар Мавретанії, та цезаріанець Публій Сіттій, які вдерлися до Нумідії. Юба I вимушений був захищати свої володіння.
Втім згодом приєднався до помпеянців з армією у 30 тис. вояків, але не брав участі у вирішальній битві при Тапсі. Після поразки помпеянців Юба I не наважився виступити проти Цезаря, тому вирішив відступити до міста Зами. Але зрештою був залишений усіма, з невеликим загоном прибув до Зами, де знаходилися його дружини і діти, й куди були звезені всі його багатства. Проте жителі Зами відмовилися впустити в місто царя та його супутників й навіть звернулися до Цезаря по допомогу. Ще на початку війни Юба спорудив у Замі, столиці Нумідії, вогнище. Він збирався спалити на ньому себе, своїх дружин, дітей і все місто в разі поразки. Тоді поїхав на свою віллу, де скоїв самогубство. Після смерті царя Юби, Нумідія втратила свою самостійність і стала римською провінцією під назвою Нова Африка.
Лише у 30 році до н. е. переможець іншої громадянської війни Октавіан передав Нумідію синові Юби I — Юбі II.